# Aeroporto di Morondava
L'Aeroporto di Morondava è un aeroporto civile nella città di Morondava (Madagascar).